# Біла пуща

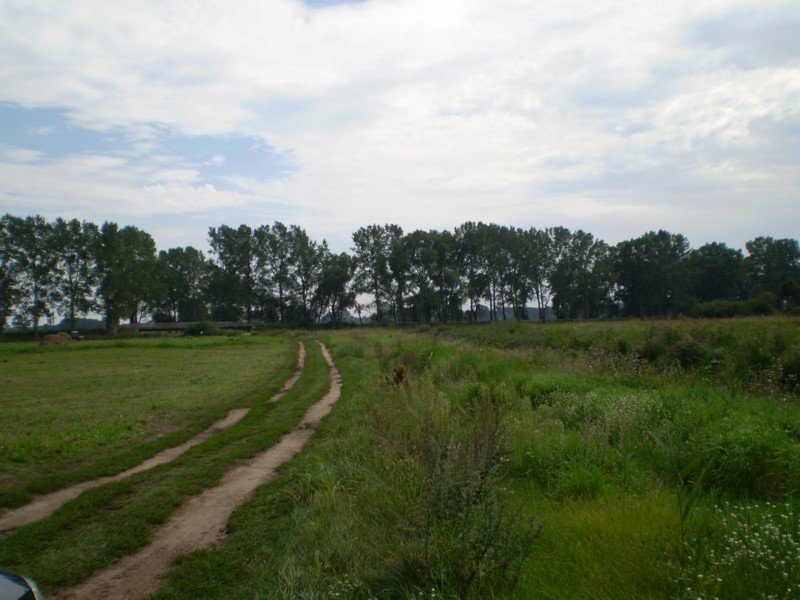
Теперішні рештки Курпського лісу

Біла пуща (Puszcza Biała, [ˈpuʂt͡ʂa ˈbjawa]) — ліс у Польщі, що простягається від Пултуська до Острув-Мазовецької. Він є частиною Мазовецької низовини і складений низькими деревами, переважно соснами.
Білу пущу зазвичай пов'язують із Зеленою пущею (Puszcza Zielona), обидва ліси разом називають Курпським лісом або ж Курпською пущею.

## Населені пункти
- Пултуськ
- Острув-Мазовецька
- Вишкув
- Брок

## Річки
- Західний Буг
- Нарва
- Брок
- Верхня Струга

## Заповідники
- Rezerwat przyrody Stawinoga
- Rezerwat przyrody Popławy
- Rezerwat przyrody Bartnia
- Rezerwat przyrody Wielgolas